# Крылья славы
«Крылья славы» (англ. Wings Of Fame) — кинофильм.

## Сюжет
Фильм про возможное пребывание на «том свете». Молодой неудачливый литератор Брайан считает (и как показал дальнейший сюжет — не безосновательно) знаменитого актёра Сезара Валентина вором, присвоившим его сюжет себе. Из-за желания получить славу и отомстить  Брайан убивает Сезара из револьвера, но тут же сам погибает. И вот они вместе предстают перед той самой рекой Стикс, а мрачный Харон перевозит их на своем судне в царство умерших. Но каким предстает это царство? Шикарный отель, в котором каждому умершему выделяется номер по роскоши соответствующий количеству живых людей, которые ещё помнят умершего.
По мере забывания человека на Земле, он перебирается во все более худшие условия существования. Сначала Сезар в люксе, но проходит немного времени, и  Брайан понимает, что его слава целиком и полностью зависит от славы его визави.
В отеле разворачиваются картины любви (Брайан и певица, не помнящая о себе ничего), трагедии личностей, которые уверены были в своей славе, бессильная борьба против забвения. Но иногда всех жильцов собирают в одном из залов для проведения лотереи. Вся соль её заключается в том, что каждый лот остается неизвестным пока не объявляется победитель.
Брайан выигрывает в этой лотерее. Сначала все смотрят на него, как на пострадавшего (видимо раньше лоты были не из лучших), но, оказывается, что он выиграл возможность вернуться в мир живых. Мало того, он имеет право взять с собой одного из присутствующих в зале. Вся трагедия заключается в том, что девушка, которую он здесь полюбил, отказывается идти с ним, потому что не верит в свою смерть.
В мир живых возвращаются  Брайан и Сезар Валентин. А что поделать, если они стали самыми близкими друг для друга?

## В ролях
- Питер О’Тул — Сезар Валентин (актер)
- Колин Ферт — Брайан Смит (литератор)
- Мари Трентиньян — Бьянка
- Андреа Ферреоль — Тереза
- Уолтер Готелл — администратор
- Готфрид Йон — Златогорски